# 黃埔系
黃埔系，又稱蔣家軍，是中國國民黨及其統帥的國民革命軍內部最大的一個派系，其首領為中國國民黨總裁兼黃埔軍校校長蔣中正，主要將領亦為黃埔軍校出身，因而形成派系并得名。與土木系同為國軍主要派系。黃埔系所統率的部隊在國軍內部擁有最強大的實力，在中央軍等國民黨中央部隊中為主導力量，參加國軍內部戰爭如中原大戰，在中國抗日戰爭中乃國民革命軍最主要的主力部隊，也長期是中國國民黨方面與中國共產黨之間發生重大軍事武裝衝突的主要力量。然而，也因為國軍內部派系爭鬥不斷，黃埔系軍隊獲得蔣中正及中華民國國民政府較多優待及支援而使得黃埔系軍隊在國軍內部頗受其他派系部隊（如：新桂系等）的敵視，因而在作戰中常常發生支援不利甚至見死不救的情況，使得黃埔系軍隊在第二次國共內戰中損失慘重，尤其是在規模最大的淮海戰役中，中華民國國軍黃埔系軍隊損失過半。
1949年後，部分黃埔系軍隊和將領大多追隨中華民國政府遷往台澎金馬地區，而作為黃埔系發迹的中華民國陸軍軍官學校也在台灣高雄市成功復校至今。由於時代發展及變遷，台灣海峽兩岸交流加深，歷史研究逐漸深入，現今越來越多的民眾傾向於將抗日戰爭的主要功績歸屬於由蔣中正領導以黃埔系軍隊為核心的國民革命軍。